# 9941 Ігуанодон
9941 Ігуанодон (9941 Iguanodon) — астероїд головного поясу, відкритий 4 лютого 1989 року.
Тіссеранів параметр щодо Юпітера — 3,577.